# Pete Ham
Peter William Ham (Swansea, 27 april 1947 – Weybridge, 24 april 1975) was een uit Wales afkomstige Britse rock- en popmuzikant (gitaar, piano) en singer-songwriter, vooral bekend als leadzanger en componist van de rockband Badfinger uit de jaren 1970, wiens hitnummers No Matter What, Day After Day en Baby Blue zijn. Hij schreef ook mee aan de ballad Without You, een wereldwijde #1 hit voor Harry Nilsson, die een standard is geworden die door honderden artiesten wordt gecoverd. Ham kreeg in 1973 twee Ivor Novello Awards met betrekking tot het nummer. Ham pleegde zelfmoord in 1975, toen hij depressief werd, terwijl hij verwikkeld was in bandgerelateerde problemen, zoals label- en managementproblemen en een gebrek aan geld.

## Biografie
Ham werd geboren in Swansea, Wales. Hij formeerde omstreeks 1961 de lokale rockband The Panthers. Deze band zou verschillende naam- en bezettingswijzigingen ondergaan, voordat deze in 1965 The Iveys werd. De band werd in 1966 door The Mojos-manager Bill Collins naar Londen verhuisd en bleef drie jaar optreden in het hele Verenigd Koninkrijk. Ham werd uiteindelijk de prominente songwriter van de band, nadat Collins een Revox-bandrecorder ter beschikking had gesteld om hem aan te moedigen. Ray Davies van The Kinks kreeg aanvankelijk interesse in de band, hoewel de door Davies geproduceerde nummers pas decennia later commercieel op de markt kwamen. In 1968 kwamen The Iveys onder de aandacht van Mal Evans (de persoonlijke assistent van The Beatles) en werden uiteindelijk gecontracteerd door het Apple Records-label van The Beatles, na goedkeuring van alle vier de Beatles, die naar verluidt onder de indruk waren van de songwriting-capaciteiten van de band.
De Iveys veranderden hun naam in Badfinger met de singlepublicatie van Come and Get It, een compositie geschreven door Paul McCartney, die een wereldwijde top tien hit werd. Ham had aanvankelijk geprotesteerd tegen het gebruik van een niet-origineel om de band te promoten, omdat hij vertrouwen had gekregen in de composities van de band, maar hij raakte al snel overtuigd van het springplankeffect van een waarschijnlijke hitsingle. Zijn eigen creatieve doorzettingsvermogen wierp zijn vruchten af, want zijn No Matter What werd eind 1970 weer een top-tien wereldhit. Hij volgde met nog twee wereldwijde hits met Day After Day en Baby Blue.
Het grootste succes van Hams songwriting kwam met zijn mede-geschreven compositie Without You, een wereldwijde #1, toen het later werd gecoverd door Harry Nilsson en uitgebracht in 1972. Het nummer is sindsdien een standard geworden en is gecoverd door honderden zangers. In 1973 werd een Ivor Novello Award uitgereikt voor «Song of the Year», samen met Grammy Award-nominaties. George Harrison gebruikte Hams talenten voor een aantal albumsessies, onder meer op het album All Things Must Pass en voor opnamen van andere Apple Records-artiesten. Deze vriendschap culmineerde in Hams akoestische gitaarduet op Here Comes the Sun met Harrison bij The concert for Bangladesh in 1971, later geportretteerd in de theatrale film van het concert. In 1972 werd Badfinger overgenomen door Warner Bros. Records, toen het label Apple Records aan het afbrokkelen was en het leek erop dat de band klaar was voor grote erkenning.

## Legacy
Ham wordt vaak gezien als een van de eerste leveranciers van het powerpop-genre. Zijn meest wijdverspreide effect in de populaire muziek was met de ballad Without You, die hij schreef met Badfinger-bandgenoot Tom Evans. Verzamelingen van Hams thuisdemo's zijn postuum uitgebracht: 7 Park Avenue uit 1997, Golders Green uit 1999 en The Keyhole Street Demos 1966-1967 uit 2013. Op 27 april 2013 werd een officiële blauwe plaquette onthuld door Swansea City Council ter ere van Pete Ham in zijn geboorteplaats. De onthulling werd bijgewoond door twee voormalige leden van de originele Badfinger-band, The Iveys: Ron Griffiths en David Jenkins, plus voormalig Badfinger-lid Bob Jackson. De plaquette, ontworpen door Dan Matovina, eerde Ham en alle leden van Iveys en Badfinger van zijn leven. De ceremonie werd gevolgd door een concert met voormalige Badfinger-leden Bob Jackson en Al Wodtke.

## Overlijden
Warner Bros. Records klaagde zaakwaarnemer Stan Polley van Badfinger aan, nadat een voorschot was verdwenen en nadat Polley was verdwenen, bleef de band berooid achter. Omdat hij geloofde dat zijn financiën waren weggevaagd, hing Ham zichzelf drie dagen voor zijn 28ste verjaardag op in zijn garage. Hij liet een briefje achter waarin hij zijn zwangere vriendin en haar zoon vertelde dat hij van hen hield. 

## Discografie
- 1997: 7 Park Avenue
- 1999: Golders Green
- 2013: The Keyhole Street Demos 1966–67

Ham verscheen ook als gastartiest op
- The Concert for Bangladesh (het concert, het album en de film)
- All Things Must Pass door George Harrison (album)
- It Don't Come Easy door Ringo Starr (single)
- Try Some, Buy Some door Ronnie Spector (single)
- Living in the Material World (niet genoemd) door George Harrison (album)

- Biblioteca Nacional de España: XX1416541
- Bibliothèque nationale de France: cb140233011 (data)
- CiNii: DA13200975
- Gemeinsame Normdatei: 135058228
- International Standard Name Identifier: 0000 0001 2142 6826
- Library of Congress Control Number: no2008182658
- MusicBrainz: 56afb708-1f0f-4629-a5fc-0c4b4ee6f50c
- Nationale Bibliotheek van Tsjechië: xx0139189
- Virtual International Authority File: 316016250
- WorldCat: E39PBJvXjvh44JGt9HrTqdKWXd